# Мелетий (Розов)
Архимандри́т Меле́тий (в миру Михаи́л Никола́евич Ро́зов; 27 ноября (9 декабря) 1872, Даниловский уезд, Ярославская губерния, Российская империя — 6 сентября 1952, Иерусалим, Израиль) — священнослужитель Русской православной церкви, архимандрит, многолетний служащий Русской духовной миссии в Иерусалиме.

## Биография
Родился 27 ноября (9) декабря 1872 года в Даниловском уезде Ярославской губернии в семье священника.
Окончил Ярославскую духовную семинарию и в августе 1893 года назначен учителем Заозерской одноклассной церковно-приходской школы Угличского уезда. В 1896 году, согласно личному прошению, был перемещён на должность учителя церковно-приходской школы Николо-Улейминского монастыря.
9 июля 1898 года, вследствие поданного прошения, был принят в штат Финляндской епархии и зачислен в братство Валаамского монастыря с определением в должности учителя монастырской церковно-приходской школы.
16 сентября 1901 года был пострижен в монашество и 20 июля 1902 года рукоположен в сан иеродиакона. 22 февраля 1903 года был рукоположен в сан иеромонаха и помимо совершения чреды священнослужения в монастыре, продолжил преподавание в монастырской школе. 1 мая 1904 года указом Финляндской Духовной консистории был удостоен архипастырского благословения, а указом от 10 августа 1904 года переведён в Выборг и назначен исполняющим обязанности эконома Финляндского Архиерейского дома. 2 апреля 1905 года утверждён в должности эконома. 14 февраля 1906 года «за усердное прохождение должности» был награждён набедренником.
В 1907 году, согласно собственному прошению, был уволен с должности эконома и направлен в число братии Валаамского монастыря. В том же году на двухлетний период был назначен в Русскую духовную миссию в Иерусалиме и 15 декабря 1907 года выехал к месту нового служения.
В 1910 году в монастырь не вернулся, в связи с чем в январе 1911 года игумен монастыря Маврикий (Баранов) начал переписку с Финляндской Духовной консисторией и начальником Иерусалимской миссии архимандритом Леонидом (Сенцовым) о возможности отчисления иеромонаха Мелетия из братства Валаамского монастыря и официальном зачислении его в состав духовной миссии. В мае 1914 года, когда архимандрит Леонид (Сенцов) был отозван в Россию для хиротонии во епископа Балахнинского, Святейший Синод поручил иеромонаху Мелетию ведение дел миссии. Однако архимандрит Леонид отказался принять назначение и упросил Синод оставить его в Иерусалиме. С началом Первой мировой войны, по распоряжению турецкого правительства, выступавшего на стороне Германии, все русское мужское население Палестины вынуждено было покинуть страну. Братия Русской духовной миссии во главе с архимандритом Леонидом переехала в Александрию и находилась в изгнании с конца 1914 по 1919 годы. В 1917 году архимандрит Леонид выехал в Москву для участия во Всероссийском Поместном Соборе, а должность начальника была вновь временно возложена на старшего члена Миссии — иеромонаха Мелетия. 6 июля 1918 года указом Духовной консистории настоятель Валаамского монастыря был извещён, что «в виду назначения иеромонаха Мелетия старшим членом Иерусалимской духовной миссии на неопределенный срок, его можно исключить из списков Валаамского монастыря». Находившийся в Москве архимандрит Леонид вскоре заболел и скончался 10 ноября 1918 года в связи с чем иеромонах Мелетий остался во главе Миссии.
С 9 декабря 1919 года иеромонах Мелетий вёл переписку с Валаамским монастырём, в которой подробно прослеживается история участия в жизни Русской духовной миссии Высшего Церковного Управления Заграницей (впоследствии Архиерейского Синода РПЦЗ), принявшего на себя полномочия всезарубежного органа церковного управления.
В 1921 году указом Высшего Церковного Управления Заграницей временный начальник Миссии иеромонах Мелетий был возведён в сан игумена, однако Патриарх Иерусалимский Дамиан не утвердил этот сан, обосновав свой отказ тем, что игуменом может быть только настоятель монастыря.
25 января (7) февраля 1922 года указом ВЦУЗ был удостоен сана архимандрита, с оставлением в исправляемой должности. Решение ВЦУЗ обосновывалось тем, что в штате Миссии уже состоял один архимандрит — Антонин (Покровский). 4/17 июля того же года Патриарх Дамиан совершил его возведение в сан архимандрита.
В письмах от 1922 года архимандрит Мелетий выразил желание вернуться на Валаам, однако в ответном письме игумена Павлина от 24 апреля 1922 года, валаамский настоятель, поздравляя Мелетия с саном архимандрита, советовал не отказываться от сана и покориться воле архипастырей.
3 мая 1922 года в Иерусалим для ознакомления с делами Духовной миссии прибыл архиепископ Анастасий (Грибановский), который возвёл Мелетия в сан игумена с возложением палицы и после объяснения с Патриархом Дамиианом, последний 17 июля 1922 года утвердил прошение Высшего Церковного Управления о возведении игумена Мелетия в достоинство архимандрита. Однако сам архимандрит Мелетий дважды обращался в ВЦУЗ с прошением об увольнении от должности начальника Миссии и предлагал передать свои полномочия епископу Аполлинарию (Кошевому), приехавшему в Иерусалим в конце июля 1922 года.
2 декабря 1922 года Временный Архиерейский Синод РПЦЗ рассмотрел прошение исполняющего должность начальника Русской духовной миссии в Иерусалиме архимандрита Мелетия от 19 октября того же года об освобождении его от обязанностей по исправляемой должности и вынес решение об удовлетворении прошения и назначении отца Мелетия старшим членом Миссии. На должность Начальника Русской Духовной Миссии в Иерусалиме был назначен кандидат богословия архимандрит Иероним (Чернов), приехавший в Иерусалим в начале марта 1923 года.
В 1925 году Архиерейский Синод вновь поручил архимандриту Мелетию временное исполнение обязанностей начальника Миссии.
В 1948 году принял новый состав миссии, прибывший из Советского Союза. Как указано в Журнале Московской Патриархи: «Архимандрит Мелетий, ещё ранее засвидетельствовавший свою верность Родине и Московскому Патриарху, встретил новых насельников Миссии со свойственными ему радушием и почтительностью и весь свой многолетний опыт и слабеющие силы отдал на помощь новому руководству Миссии». Архимандрит Леонид (Лобачёв) в письме от 27 декабря 1948 года писал: «Большинство из братии <Миссии> сбежали вместе с Антонием и остались только четыре человека: архимандрит Мелетий, иеродиакон Мефодий и два монаха — Василий и Никифор. Из них Мефодий и Никифор отстранились от нас, заявив, что митрополит Анастасий не благословил их общаться с нами в молитве. Уезжая, Антоний дал наказ Мефодию управлять Миссией и сдал ему всё хозяйство».
В 1951 году состоялись торжества по случаю его 80-летия архимандрита Мелетия, который был награждён патриаршей грамотой и, согласно поданному прошению был уволен за штат.
Необыкновенная жара в августе и сентябре 1952 года губительно отразилась на сердце архимандрита Мелетия. Отслужив последнюю литургию в праздник Преображения Господня, архимандрит Мелетий все же продолжал и далее неуклонно посещать церковные службы. 6 сентября, в полдень, после сильного сердечного припадка он тихо скончался на руках у своих собратьев. Торжественное отпевание почившего состоялось 8 сентября 1952 года в Троицком соборе после литургии с участием греческого духовенства и в присутствии многочисленных молящихся и гостей. Погребён на русском кладбище Горненского монастыря. Три венка из живых цветов украсили могильный холм. Позднее на нём был поставлен мраморный памятник с соответствующей надписью.